# Hohenfelden
Hohenfelden település Németországban, azon belül Türingiában. Lakosainak száma 385 fő (2023. december 31.). Hohenfelden Klettbach és Nauendorf községekkel határos.

## Népesség
A település népességének változása:
| Lakosok száma | 396  | 383  | 378  | 376  | 385  |
|               | 2017 | 2019 | 2021 | 2022 | 2023 |